# Wielgus
Wielgus – wieś w Polsce, położona w województwie świętokrzyskim, w powiecie kazimierskim, w gminie Kazimierza Wielka.
Do 1954 roku siedziba gminy Nagórzany, a w latach 1973–1976 gminy Wielgus. W latach 1975–1998 miejscowość administracyjnie należała do województwa kieleckiego.

## Części miejscowości
| SIMC    | Nazwa      | Rodzaj    |
| ------- | ---------- | --------- |
| 0242329 | Przeczniów | część wsi |

## Historia
Wieś wymienia Długosz w opisie parafii Kościelec (Liber beneficiorum, t.II, s.167). Według registru poborowego powiatu proszowskiego z roku 1581 we wsi Wielgos (Wielgosz), w parafii Kościelec, płaciła pobór pani Ocieska (wieś była w dzierżawie, dzierżawił niejaki Jarochowski) od 2 łanów kmiecych, 1 zagrodnika i karczmy. Część należąca do biskupów krakowskich miała ½ łana kmiecego i jednego komornika bez bydła (Pawiński, Kodeks Małopolski,12).
W wieku XIX Wielgus, dawniej nazywany Wielgos, wieś w powiecie pińczowskim, gminie Nagórzany, podległy parafii w Kościelcu, posiadał 5 osad, 27 mórg ziemi. wieś należała do dóbr Nagórzany.
Natomiast obszar dworski wchodził w skład dóbr Krzyszkowice. Według spisu miast, wsi, osad Królestwa Polskiego z 1827 r. wieś miała 5 domów i 26 mieszkańców.(opis podaje Bronisław Chlebowski Słownik geograficzny Królestwa Polskiego)